# گرمخانه (خلخال)
گرمخانه روستایی است در ۱۹ کیلومتری شهر خلخال که در مسیر جاده هشجین و گیوی قرار گرفته‌است و حدود ۵۰ خانوار در آن ساکن‌اند. جمعیت این روستا در حدود ۲۵۰ نفر است و با روستاهای گزاز ترک، شیخ جانلو، ارسون و ترزنق همسایه‌است و چشمه معروف آبگرم (ایستی بلاغ) در آن واقع می‌باشد. از آثار باستانی این روستا می‌توان به غار سنگی یدی دام (هفت خانه)اشاره کرد.